# Епархия Мусони
Епархия Мусони (лат. Dioecesis Musonitana) — епархия Римско-Католической церкви с центром в городе Мусони, Канада. Епархия Мусони входит в архиепархию Груара-Мак-Леннана.

## История
3 декабря 1938 года Святой Престол учредил Апостольский викариат Залива Джеймса, выделив его из епархии Хайлибари (сегодня -Епархия Тимминса) и Апостольского викариата Северного Онтарио (сегодня — Епархия Херста).
13 июля 1967 года Апостольский викариат Залива Джеймса был преобразован в епархию Мусони. 31 мая 2007 года епархия Мусони уступила часть своей территории новой епархии Эймоса.

## Ординарии епархии
- епископ Joseph Marie Henri Belleau (11.12.1939 — 21.04.1964);
- епископ Jules Leguerrier (21.04.1964 — 29.03.1992);
- епископ Vincent Cadieux (21.11.1991 — по настоящее время).

## Источник
- Annuario Pontificio, Libreria Editrice Vaticana, Città del Vaticano, 2003, ISBN 88-209-7422-3